# Saturnispora zaruensis
Saturnispora zaruensis är en svampart som först beskrevs av Nakase & Komag., och fick sitt nu gällande namn av Z.W. Liu & Kurtzman 1991. Saturnispora zaruensis ingår i släktet Saturnispora och familjen Pichiaceae.   Inga underarter finns listade i Catalogue of Life.